# 奇夫利 (澳大利亞國會選區)
奇夫利選區（英語：Division of Chifley）是澳大利亞新南威爾斯州的下議院選區，位於悉尼西部郊區。面積135平方公里。
選區始於1969年，選區名紀念第十六任總理約瑟夫·班納迪克特·奇夫利。本區是工黨的安全選區。1984年以來當區的議員是工黨的羅傑·普萊斯。